# Cleptocosmia mutabilis
Cleptocosmia mutabilis är en fjärilsart som beskrevs av W. Warren 1896. Cleptocosmia mutabilis ingår i släktet Cleptocosmia och familjen mätare. Inga underarter finns listade i Catalogue of Life.